# Sebastian De Maio
Pour les articles homonymes, voir Maio.
Sébastien De Maio (né le 5 mars 1987 à Saint-Denis) est un footballeur franco-italien, d'ascendance antillaise. Il évolue au poste de défenseur.

## Biographie
Il commence le football dès l'âge de 8 ans à l'ESS (Espérance Sportive de Stains), où il joue en tant que meneur de jeu (numéro 10). Il est formé dès l'âge de 14 ans au centre de formation de l'AJ Auxerre. Après un passage par Louhans-Cuiseaux, il rejoint en 2004 les équipes de jeunes de l'AS Nancy-Lorraine, sous contrat aspirant.
Il est recruté par Brescia lors de l'été 2006. Il fait ses débuts professionnels le 17 juin 2007, lors d'une défaite contre Rimini (0-2).
De Maio contribue à l'accession en Serie A de la formation de Brescia, en assurant quasiment tous les matchs de la saison régulière 2009-2010.
Il rejoint le Royal Sporting Club Anderlecht en 2016, qu'il quitte à peine un mois après son arrivée pour partir en prêt à la Fiorentina.